# The Powers That B
The Powers That B è il quarto album del gruppo statunitense Death Grips, suddiviso in due parti. La prima, Niggas on the Moon (in collaborazione con Björk), è stata pubblicata nel 2014, mentre la seconda, Jenny Death, nel 2015. Entrambe sotto l'etichetta Harvest Records. Il disco completo viene pubblicato il 31 marzo del 2015.
Il disco ottiene un punteggio pari a 73/100 sul sito Metacritic.

## Tracce
Disco 1 - Niggas on the Moon
1. Up My Sleeves (feat. Björk) – 5:17
2. Billy Not Really (feat. Björk) – 3:49
3. Black Quarterback (feat. Björk) – 2:58
4. Say Hey Kid (feat. Björk) – 3:26
5. Have a Sad Cum BB (feat. Björk) – 3:40
6. Fuck Me Out (feat. Björk) – 3:20
7. Voila (feat. Björk) – 3:29
8. Big Dipper (feat. Björk) – 5:28

Disco 2 - Jenny Death
1. I Break Mirrors with My Face in the United States – 2:41
2. Inanimate Sensation – 6:04
3. Turned Off – 4:37
4. Why a Bitch Gotta Lie – 4:40
5. Pss Pss – 4:33
6. The Powers That B – 5:32
7. Beyond Alive – 6:07
8. Centuries of Damn – 5:32
9. On GP – 6:07
10. Death Grips 2.0 – 3:20